# Зюлкув
Зюлкув (пол. Ziółków) — село в Польщі, у гміні Спічин Ленчинського повіту Люблінського воєводства.
Населення — 277 осіб (2011).

## Демографія
Демографічна структура станом на 31 березня 2011 року:
|          | Загалом | Допрацездатний вік | Працездатний вік | Постпрацездатний вік |
| -------- | ------- | ------------------ | ---------------- | -------------------- |
| Чоловіки | 136     | 30                 | 93               | 13                   |
| Жінки    | 141     | 32                 | 76               | 33                   |
| Разом    | 277     | 62                 | 169              | 46                   |